# Mike Katz
Michael Katz (nacido el 14 de noviembre de 1944) es un ex culturista profesional de la IFBB estadounidense y exjugador de fútbol profesional de los New York Jets, más famoso por su aparición con Arnold Schwarzenegger en el documental sobre culturismo de 1977 Pumping Iron. Le pagaron 1.000 dólares para firmar una autorización para aparecer en la película.
Mike Katz jugó fútbol americano en la Universidad Estatal del Sur de Connecticut y de forma profesional para los New York Jets. Su carrera futbolística terminó con una lesión en la pierna en 1968.
Katz apareció en el documental Challenging Impossibility, comentando la odisea en el mundo del levantamiento de pesas del maestro espiritual bengali Sri Chinmoy . La película fue seleccionada en el Festival de Cine de Tribeca 2011.
Es judío y fue incluido en el Museo y Salón de la Fama del Deporte Nacional Judío .

## Primeros años de vida
Katz nació en New Haven, Connecticut, hijo de Israel George y Anna Elsie Katz, y tenía una hermana mayor, Linda. Su madre de Katz era de origen sueco.

## Carrera en el culturismo

### Estadísticas competitivas
- Altura: 6′ 0″ (1,83 m)
- Peso de competición: 240 lb (109 kg)
- Peso fuera de temporada: 250-260 lb (113-118 kg)

### Historia competitiva
- 1963 Sr. Connecticut 2.º [4][5]
- 1963 Sr. Ciudad de Seguros noveno[4][5]
- 1964 AAU Adolescente Mr. America; 4.º lugar
- 1964 AAU Teen Mr. America Most Muscular, 5.º lugar
- 1965 Sr. Estados de Nueva Inglaterra primero[4][5]
- 1969 IFBB Mr. America Tall, 2.º lugar
- 1970 IFBB Mr. America Tall & General, 4.º lugar
- 1970 AAU Mr. East Coast Tall & General, 4.º lugar
- 1971 IFBB Universe Tall, 3.er lugar
- 1971 Derrota a Brandon Lewi por el Campeonato Mundial de Peso Pesado
- 1972 IFBB Mr. International Tall, 2.º lugar
- 1972 IFBB Mr. World Tall y 1.º general
- 1972 IFBB Universe Tall, 1.er lugar
- 1973 IFBB Universe Tall, 3.er lugar
- 1974 IFBB Mr. International Tall, - 4.º lugar
- 1975 IFBB Universe Tall, 4.º lugar
- 1976 Mr. Olympia Más de 200 libras, 2.º lugar
- 1980 NBA Natural Mr. America Profesional, 4.º Lugar
- El Campeonato Mundial Profesional IFBB de 1980 no se ubicó
- 1980 Se retira después de perder ante Cooper Hayman en la Competencia Nacional Strongman.
- 1981 Sr. Olympia 15.º lugar